# 西碾乡
西碾乡，是中华人民共和国四川省南充市西充县曾经下辖的一个乡。2019年10月，撤销西碾乡和青龙乡，将其所属行政区域划归义兴镇管辖。

## 行政区划
西碾乡撤销前下辖以下地区：
牌坊湾村、大悲寺村、庞家庵村、斯家庙村、桅杆坝村、石仁宫村、柏林嘴村、敬二垭村、黄家垭村和界牌湾村。